# GLUT5
GLUT5  es un transportador de fructosa expresado en la membrana apical de enterocitos en el intestino delgado GLUT5 permite a la fructosa ser transportada desde el lumen intestinal al enterocito por difusión facilitada debido a la alta concentración de fructosa en el lumen intestinal. GLUT5 se expresa también en el músculo esquelético, testículo, riñón, tejido adiposo y en el cerebro.
La malabsorción de fructosa o "intolencia dietaria a la fructosa" es un desajuste dietario en el intestino delgado, donde la cantidad de este transportador de fructosa en los enterocitos es deficiente.
En el ser humano la proteína GLUT5 es codificada por el gen SLC2A5.